# Le Général ennemi
Pour plus de détails, voir Fiche technique et Distribution.
Le Général ennemi (The Enemy General) est un film de guerre américain réalisé par George Sherman et sorti en 1960.

## Synopsis
L'action se déroule pendant la Seconde Guerre mondiale. Un agent de l'Office des services stratégiques, travaillant avec la Résistance française, tend une embuscade à un convoi nazi avec un général de haut rang, qui s'échappe. Plus tard, ils l'enlèvent d'une prison nazie et l'emmènent clandestinement en Angleterre.

## Fiche technique
- Titre français : Le Général ennemi[1]
- Titre original : The Enemy General[2]
- Réalisation : George Sherman
- Scénario : Dan Pepper, Burt Picard
- Musique : Mischa Bakaleinikoff
- Décors : Alfredo Montori (it)
- Photographie : Basil Emmott
- Montage : Edwin H. Bryant, Gordon Pilkington
- Lieu de tournage : en France, en Italie et aux Pays-Bas[3]
- Date du tournage : 19 octobre au 5 novembre 1959[4]
- Producteurs : Luigi Carpentieri, Ermanno Donati
- Société de production : Clover Productions, Columbia Pictures
- Société de distribution : Columbia Pictures
- Format : noir et blanc — 35 mm — 1,85:1 — son : mono
- Pays de production :  États-Unis
- Langue originale : anglais américain
- Durée : 75 minutes
- Genre : guerre, espionnage
- Dates de sortie :
  - Japon : 16 juin 1960
  - États-Unis : 19 octobre 1960
  - France : 3 mars 1961

## Distribution
- Van Johnson : Allan Lemaire
- Jean-Pierre Aumont : Lionel Durand
- Dany Carrel : Lisette Marceau
- John van Dreelen : Général Bruger
- Françoise Prévost : Nicole
- Hubert Noël : Claude
- Jacques Marin : Marceau
- Gérard Landry : Navarre
- Edward Fleming : sergent Allen
- Paul Bonifas : Major américain
- Paul Müller : Major Zughoff
- Lars Bloch : soldat américain